# Huera de Dego
Huera de Dego(en asturiano y oficialmente: La Güera Deu) es una parroquia española del concejo de Parres, perteneciente a la comunidad autónoma de Asturias. En 2023, tenía empadronados 224 habitantes.